# Bestenliste australischer Triathleten auf der Ironman-Distanz
Die Bestenliste australischer Triathleten auf der Ironman-Distanz umfasst alle Zeiten, die weltweit von Männern aus Australien bei einem Triathlon über die Langdistanz bzw. Ironman-Distanz (3,86 km Schwimmen, 180,2 km Radfahren und 42,2 km Laufen) erzielt wurden.

## Kriterien für die Bestzeiten
Jeder Athlet wird hier mit seiner persönlichen Bestzeit angeführt. Berücksichtigt wurden Zeiten von Amateuren und Profis unter 8:00 Stunden seit Oktober 1982.
Wettkämpfe, bei denen witterungsbedingt nur ein Duathlon ausgetragen wurde, oder Teildistanzen stark durch den Veranstalter verkürzt wurden, finden keine Berücksichtigung. Eine offizielle Vermessung der Strecken, wie in der Leichtathletik mit dem Jones-Counter, erfolgt im Triathlon bis jetzt nicht. Die Rennen sind deshalb aufgrund einer nicht ganz genauen Länge nur begrenzt bzw. eingeschränkt vergleichbar. Die offiziellen Verbände führen keine Rekorde oder Bestenlisten.
Auch die Zeiten bei ein und demselben Wettkampf, wie auch auf Hawaii, sind durch Streckenänderungen, Baustellen, Beschaffenheit oder Veränderung des Straßenbelags, Verlegungen und Veränderungen der Wechselzonen, nicht vergleichbar. Bei den hier aufgeführten Zeiten handelt es sich um Ergebnisse, die bei Wettkämpfen mit offiziellem Windschattenverbot erzielt worden sind.

## Liste
| Platz | Name                 | Jahr | Zeit (h) | Veranstaltung             | Bemerkung/Titel                                                             | Quelle |
| ----- | -------------------- | ---- | -------- | ------------------------- | --------------------------------------------------------------------------- | ------ |
| 1     | Nick Thompson        | 2025 | 7:39:42  | Ironman Texas             |                                                                             |        |
| 2     | Cameron Wurf         | 2025 | 7:40:04  | Ironman Texas             |                                                                             |        |
| 3     | Matt Burton          | 2023 | 7:40:28  | Ironman Western Australia | Radzeit 3:59:08 h                                                           | [ 1 ]  |
| 4     | Max Neumann          | 2022 | 7:44:44  | Ironman Hawaii            |                                                                             |        |
| 5     | Chris McCormack      | 2007 | 7:54:23  | Challenge Roth            | Sieger Ironman World Championships 2007, 2010 WM Triathlon Langdistanz 2012 | [ 2 ]  |
| 6     | Steven McKenna       | 2023 | 7:54:32  | Ironman Western Australia |                                                                             | [ 3 ]  |
| 7     | Luke Jarrod McKenzie | 2015 | 7:55:58  | Ironman Western Australia |                                                                             | [ 4 ]  |
| 8     | Tim Van Berkel       | 2025 | 7:56:00  | Ironman New Zealand       |                                                                             |        |
| 9     | Sam Appleton         | 2024 | 7:57:32  | Ironman Australia         |                                                                             |        |
| 10    | Craig Alexander      | 2012 | 7:57:44  | Ironman Melbourne         |                                                                             |        |
| 11    | Mitchell Kibby       | 2024 | 7:57:59  | Ironman Cairns            |                                                                             | [ 5 ]  |
| 12    | David Dellow         | 2015 | 7:59:28  | Challenge Roth            |                                                                             | [ 6 ]  |

(NM = Australischer Meister, EM = Europameister, WM = Weltmeister)